# 1373 Cincinnati
Cincinnati è un asteroide della fascia principale. Scoperto nel 1935, presenta un'orbita caratterizzata da un semiasse maggiore pari a 3,4139596 UA e da un'eccentricità di 0,3161937, inclinata di 38,97178° rispetto all'eclittica.
Stanti i suoi parametri orbitali, è considerato un membro della famiglia Cibele di asteroidi.
L'asteroide è dedicato all'osservatorio di Cincinnati, che ha fornito la maggior parte dei dati per la determinazione dei parametri orbitali.